# بايرن ميونخ موسم 2010–11
كان موسم 2010–11 الموسم الـ112 في تاريخ نادي بايرن ميونخ والموسم الـ46 له تواليًا في الدرجة الأولى من الدوري الألماني.